# Sydney Martineau
Sydney Martineau (Clapham, Londres, 6 de gener de 1863 – Westminster, Londres, 19 de desembre de 1945) va ser un tirador anglès que va competir a començaments del segle xx.
Durant la seva carrera esportiva va prendre part en dues edicions dels Jocs Olímpics. El 1908, a Londres, va disputar la prova d'espasa individual, en què quedà eliminat en sèries. Quatre any més tard, als Jocs d'Estocolm, disputà tres proves del programa d'esgrima. En la competició d'espasa per equips guanyà la medalla de plata, mentre en la d'espasa i floret individual quedà eliminat en sèries.